# فكر في الأطفال
فكر في الأطفال هو تعبير مبتذل تحول إلى تكتيك بلاغي يستخدمه أنصار الرقابة لحماية الأطفال من الخطر المدرك. جادل المجتمع والفضاء والرقابة على الإنترنت عام 2009 بأن تصنيف الأطفال بطريقة طفولية، باعتبارهم أبرياء في حاجة إلى الحماية، هو شكل من أشكال الهوس حول مفهوم النقاء. لاحظت مقالة نشرت عام 2011 في مجلة الأبحاث الثقافية أن العبارة نبعت من حالة ذعر أخلاقي.
كان ذلك بمثابة تحية في فيلم «ماري بوبينز» الذي أنتجته ديزني عام 1964، عندما توسلت شخصية السيدة بانك مع مربية المغادرين بعدم الاستقالة و «التفكير في الأطفال»! تم تعميم هذه العبارة كمرجع ساخرة على برنامج التلفزيون المتحرك The Simpsons في عام 1996 عندما توسلت شخصية هيلين لافجوي «ألا يفكر شخص ما بالأطفال؟» خلال نقاش مثير للجدل من قبل المواطنين في مدينة سبرينغفيلد الخيالي.
في مجلة قانون ولاية جورجيا عام 2012، دعا تشارلز ج. تين برينك استخدام لوفجوي لـ "فكر في الأطفال" محاكاة ساخرة ناجحة. كان الاستخدام اللاحق للنداء في المجتمع في كثير من الأحيان موضع سخرية. بعد تعميمها على عائلة سمبسون، سميت هذه العبارة باسم "قانون لوفجوي"، و"هيلين لوفجوي دفاع"، و "متلازمة هيلين لوفجوي"، و«التفكير في الأطفال». حركة التضامن الدولية ".

## الخلفية
كتب عالم الاجتماع جويل بيست عام 1993 أنه خلال أواخر القرن التاسع عشر، طور البالغون اهتمامًا متزايدًا برفاهية الأطفال. من الأفضل ملاحظة أن المجتمعات شهدت انخفاض معدلات المواليد بعد التصنيع، حيث يركز الآباء اهتمامهم على عدد أقل من الأطفال. وفقا له، في ذلك الوقت بدأ الكبار ينظرون إلى الطفولة باعتبارها فترة مقدسة من التنمية والأطفال ككائنات لا تقدر بثمن، رائعتين، بلا مبالين. خلال السبعينات والثمانينات من القرن الماضي، كتب بست، رأى الكبار الأطفال كضحايا محتملين، وسعى إلى القضاء على التهديدات المتصورة.
في عام 1995، قامت مؤسسة «فيفيان وي» المتخصصة في الأنثروبولوجيا علم الأطفال وسياسة الثقافة بتحليل مفهوم الأطفال عن طريق البالغين، وكيف دعمت مفهوم حقوق الطفل. كتبت وي أنه في هذا النموذج (الذي وصفته بالنمط الأوروبي)، كان يُنظر إلى الأطفال على أنهم مسالمين غير عدائيين وبدون حماية، وبحاجة إلى حماية من قبل أشخاص موثوقين. وفقا لوي، أدى هذا النمط الأوروبي إلى فكرة أن الأطفال يتطلب اللجوء لميثاق الأمم المتحدة واتفاقية حقوق الطفل.
كتب وى: «بدلا من ذلك، يمكن تفسير ضعف الأطفال على أنه نقاء وبراءة، يحتاج إلى حماية الكبار المسئولين. هذا هو النمط الثاني من التفسير الوقائي الذي يرتكز على فكرة حقوق الأطفال، التي تحتاج إلى حماية ميثاق الأمم المتحدة - وبالتالي اتفاقية الأمم المتحدة لحقوق الطفل.»
وأشارت إلى أن وجهة نظر الشباب ضعيفة وبريئة تركز على ما قد يحدث إذا لم تكن حقوق الأطفال محمية.
جادل وي بأن هذا السلوك تجاه الأطفال لم يكن إيجابياً كلياً. وفقا لها، قد تؤدي هذه العقلية إلى نفاق من قبل الكبار الذين يفترضون أن جميع أفعالهم تهدف إلى حماية الأطفال وتخلق مخاطر أن الكبار قد يمارسون السلطة «من أجل مصلحة الأطفال». مع ملاحظة أن سلطة الكبار يمكن أن تحجب بالتعاطف، اختتم وي ب: «هذه التفسيرات الثقافية البديلة لضعف الأطفال ستولد بالتالي عواقبها السياسية والنفسية لكل منها».

## دعوة الطفل
وقد استخدم «التفكير في الأطفال» بالمعنى الحرفي للدفاع عن حقوق الأطفال.اشتمل الاستخدام المبكر خلال القرن العشرين على كتابات عام 1914 من قبل اللجنة الوطنية لعمالة الأطفال التي تنتقد معايير عمل الأطفال في الولايات المتحدة.استخدم الرئيس الأمريكي بيل كلينتون العبارة في خطاب عام 1999 أمام منظمة العمل الدولية، طالباً من جمهوره تخيل انخفاض كبير في عمالة الأطفال: "فكر في الأطفال... تحرر من العبء الثقيل الخطير". والعمل المهين، وأعادوا تلك الساعات التي لا يمكن تعويضها من الطفولة من أجل التعلم واللعب والعيش ".
يمتد استخدام العبارة الحرفي إلى القرن الحادي والعشرين، مع سارا بويس من مركز قانون الأطفال في أيرلندا الشمالية الذي يستعين به للدفاع عن الحقوق القانونية لأطفال المنطقة. استخدم كتاب «عمالة الأطفال في العالم المعولم» لعام 2008 العبارة لتوجيه الانتباه إلى دور عبودية الديون في عمل الأطفال. استخدمت سارة ديلون من كلية الحقوق بجامعة سوفولك عبارة «ماذا عن الأطفال» في كتابها لعام 2009، حقوق الأطفال الدولية، للتركيز على ظروف برنامج عمل الأطفال. استخدم بنيامين باول هذه العبارة بشكل مختلف في كتابه «الفقر: المصانع المستغلة للعمال في الاقتصاد العالمي»، الذي كتب أنه في غياب عمالة الأطفال واجه بعض الشباب تجويعًا. في كتاب عام 2010 حول حقوق الإنسان وحقوق الطفل والتنمية البشرية، استخدم الطبيب النفسي للأطفال بروس د. بيري عبارة «التفكير في الأطفال» لحث الأطباء على دمج عملية حساسة للمراحل التنموية عند تقديم المشورة للشباب.

## تكتيك النقاش

### مغالطة منطقية
في كتابهم لعام 2002، «الفنّ، الجدال والدعوة: إتقان المناظرة البرلمانية»، دعا جون مياني وكيت شوستر إلى استخدام عبارة «فكروا في الأطفال» في النقاش حول نوع من المغالطة المنطقية والمناشدة للعاطفة. وفقًا للمؤلفين، قد تستخدم المناظرة هذه العبارة للتأثير العاطفي لأعضاء الجمهور وتجنب المناقشة المنطقية. أثبتوا ذلك بمثال: «أعرف أن خطة الدفاع الصاروخي الوطنية بها منتقديها، لكن ألا يفكر شخص ما في الأطفال؟» رددت مارغي بورشكي تقييمها في مقال نشرته مجلة «ميديا انترناشيونال أستراليا» التي تضم الثقافة والسياسة، حيث وصفها بورشكي بأنها استخدام أسلوب بلاغي.
وصف الأخلاقي جاك مارشال «فكر في الأطفال!» كوسيلة تكتيكية تستخدم في محاولة لإنهاء المناقشة من خلال استحضار حجة غير قابلة للمساءلة. وفقا لمارشال، نجحت الإستراتيجية في منع النقاش العقلاني. ووصف استخدامه بطريقة غير أخلاقية في تشويش الجدل، وتوجيه التعاطف نحو كائن قد لا يكون محور الحجة الأصلية. كتب مارشال أنه على الرغم من أن استخدام العبارة قد يكون له نية إيجابية، إلا أنه يستدعي اللاعقلانية عند الاستخدام المتكرر من جانب كلا الجانبين للنقاش.وخلص إلى أن العبارة يمكن أن تحول الالتزام بالأنظمة إلى مأزق أخلاقي، وتحذر المجتمع من تجنب استخدام «فكر في الأطفال!» كحجة أخيرة.
في مقالته المنشورة في عام 2015 «فكر في الأطفال»، انتقد مايكل ريجان استخدام العبارة من قبل السياسيين. وفقًا لريغان، كان السياسيون بحاجة إلى التوقف عن استخدام الأطفال كأدوات عندما يناقشون البرامج الحكومية المفضلة. ووصف التكتيك بأنه حجة غير منطقية، وهو عمل يائس من جانب أولئك الذين شعروا بأن لديهم قضية أضعف مع حجج تستند إلى العقل. مشيرا إلى أنه تم استخدامه من قبل الديمقراطيين والجمهوريين على حد سواء في الولايات المتحدة، وصف ريجان التكتيك بـ «BS السياسي الواضح».

#### الفزع الأخلاقي
نشرت مجلة البحوث الثقافية مقالة في عام 2010 من قبل ديبرا فيرداي، والتي أعيد نشرها في كتاب الأمل والنظرية النسوية لعام 2011. وفقًا لفيرداي، استخدام وسائل الإعلام لـ «لن يفكر أحد في الأطفال!» أصبح شائعا في مناخ من الذعر الأخلاقي. اقترحت أن هذه العبارة أصبحت شائعة لدرجة أنها يمكن أن تصبح قانون غودوين آخر.
في مقال نشرته مجلة بوست سكريبت عام 2011، كتب أندرو سكاهيل عن قوة الأطفال في البلاغة لإيجاد موقف لا يمكن الدفاع عنه لوجهة نظر معارضة. ووفقًا لسكاهيل، فإن الشخص الذي يتجادل مع «الأطفال» يجعل من الصعب للغاية على المنافس أن يحتفظ بموقف «ليس من أجل الأطفال». ناقشت كاساندرا ويلكنسون تأثير خطاب «التفكير في الأطفال» في مقالة 2011لمراجعة IPA ذكر ويلكينسون البحث الذي أجرته مؤسسة «لا خوف»: «نشأ في مؤامرة عكسية في المجتمع»، الكاتب تيم جيل، أن فرط الحساسية في الدفاع عن الأطفال من الأذى المحتمل له تأثير ضار على المساهمة في عجز الشباب عن امتلاك خياراتهم والاستجابة للأوضاع الخطيرة. في نيو ستيتسمان، وصفت لوري بيني التكتيك بأنه نظام معتقد سياسي ووصفته بأنه «التفكير في الأطفال».
كتبت إليزابيث ستوكر بروينغ في مقال نشرته في عام 2014 عن «الأشياء الأولى» أن التشابك مع العبارة كان شائعًا في المناقشات المتعلقة بالجنس، عزا ذلك إلى إدراك المجتمع المتزايد للأخلاق كنطاق مؤنث. واستشهد بروينج أيضًا بوضع علامة على رفض قناة إن بي سي بث مقطع دعائي لفيلم عن الإجهاض على أنه «تفكير الأطفال». [20]

## الرقابة
كتب سكوت بيتي في كتابه الصادر عام 2009 بعنوان «المجتمع والفضاء والرقابة على الإنترنت»، أن السؤال «هل لن يفكر أحد في الأطفال؟» غالبًا ما كان يتم طرحه من قبل الأفراد الذين يدافعون عن الرقابة بدافع القلق من أن الشباب قد يرون المواد التي تعتبر غير لائقة. وفقًا لـ Beattie ، تم تصوير الصغار كضحايا محتملين للحيوانات المفترسة الجنسية عبر الإنترنت لزيادة تنظيم الإنترنت؛ وصف الأطفال كطفلي أثار مفهوم البراءة وهو شكل من أشكال الهوس على مفهوم النقاء.
من أجل جعل مجلة، كتب كوري دكتورو في مقالة 2011 «هل لن يفكر أحد في الأطفال؟!» كان يستخدم من قبل الأفراد غير العقلانيين لدعم الحجج حول الأخطار للشباب من «الفرسان الأربعة من Infocalypse»: «القراصنة»، والإرهابيين، والجريمة المنظمة، والإباحية الأطفال .حسب قول دكتور، تم استخدام هذه العبارة لخنق مناقشة القضايا الأساسية ووقف التحليل العقلاني. لاحظ استخدامه المتكرر عندما كان المجتمع يحدد النهج المناسب للجوانب القانونية للحوسبة .
ناقش مايك وات، في كتابه في عام 2013، تاريخ الرقابة على صناعة السجائر فيما يتعلق بقانون المطبوعات الجنسية البريطانية لعام 1959، وأشار إلى أن الأفلام المحظورة خلال تلك الفترة أصبحت تعرف باسم " الأشرار الفيديو ". أطلق وات تفسيرًا حاليًا لمثل هذه الرقابة على وصف "فكر في الأطفال". كتب بريان إم ريد في كتابه " لا أحد للأعمال" (الذي نشر أيضًا في ذلك العام)، أن العبارة خالية من المضمون ويمكن استبدالها بالتأثير الهزلي مع "كم عدد القطط يجب أن يموت؟"للسبب في عام 2015، كتب الصحفي بريندان أونيل أن مارجوري هاينز " ليست أمام الأطفال: عدم الاحتشام، الرقابة، وبراءة الشباب استشهدت باستخدام القرون من قبل الحكومات لمنع" الأذى للقاصرين " ذريعة لزيادة الرقابة والرقابة. وفقا لأونيل، فإن استخدام "لن يفكر شخص ما بالأطفال؟" في الثقافة المعاصرة ازداد بشكل كبير وكان وسيلة لممارسة السلطة المعنوية مع الابتزاز العاطفي .
وفقا لكاثرين لايتي، فإن الاستخدام المبكر لهذه العبارة ربما نشأ عن ظهوره في فيلم «والت ديزني» لعام 1964 Mary Poppins. في مشهد الافتتاحية، تتوسل شخصية السيدة بانكس مع مربية أطفالها بعدم الاستقالة بتوسلها إلى «التفكير في الأطفال!». كتب ليتي أن الاستخدام الشعبي لهذه العبارة يثير مشاعر قوية لدى أولئك الذين يعترضون على حالة المربية، مشيرين إلى الصراع في الولايات المتحدة بين المحافظة في البلاد (المستمدة من البيوريتانيين) ورغبته في استخدامها الجنس في الدعاية .
كما استُخدم الفيلم في فيلم جون هوستن في عام 1982، الذي تحدثت به إليانور روزفلت عندما كانت آني تغني «غدًا» إلى فرانكلين دي روزفلت في البيت الأبيض من أجل الحصول على دعم أوليفر وارباك لسياسات الصفقة الجديدة التي يعارضها.
وقد حظيت فكرة «فكروا بالأطفال» بشعبية كبيرة من شخصية هيلين لوفجوي، زوجة القس فيجوي، على البرنامج التلفزيوني The Simpsons . [13] [14] [15] صاح لوفجوي (الذي ظهر لأول مرة في عام 1990) [36] [37] بشكل متكرر، «فكر في الأطفال!» في عدة حلقات من المسلسل. [15] [38] [39] استخدمت في البداية هذه العبارة في حلقة " Much Apu About Nothing " التي كتبها ديفيد إكس. كوهين، والتي بثت في عام 1996، ناشدين عمدة المدينة للحفاظ على الدببة من عبور الواجهة البرية - الحضرية . أصبح تشجيع لوفجوي أكثر فأكثر مع كل استخدام لاحق.
قال الكاتب في كتاب سمبسنز بيل أوكلي في تعليق دي في دي لعام 2005 على الحلقة أن الدافع للعبارة في العرض كان التأكيد على كيفية استخدام «التفكير في الأطفال» في النقاش. لا صلة لها بالموضوع، نظرت في مناقشة من القضايا الأصلية. استخدم فيجوي تنويعات لهذه العبارة، بما في ذلك «أوه، لن يفكر شخص ما بالأطفال» و «ماذا عن الأطفال»، صياحًا في معظم الأحيان عند المقيمين من مدينة سبرينغفيلد الخيالية ناقشت مشكلة خلافية أو جادل حول السياسة وفشل المنطق. استغل استخدام لوفجوي الهزلي للعبارة على عائلة سمبسنز استخدامها في الخطاب العام.
قانون لوفجوي
بعد تعميم هذه العبارة على عائلة سمبسون، كان استخدامه في المجتمع غالباً ما يتم السخرية منه. في تورنتو ستار، أشار الصحفي إدوارد كينان إلى ذلك باسم «قانون لوفجوي». حدد كينان «قانون لوفجوي» كتحذير من أن العبارة عبارة عن تحويل محتمل من موقف منطقي ضعيف، وكتابة أن التعاطف الحقيقي تجاه الأطفال ينطوي على حجة منطقية بدلاً من التلاعب. وفي مقال لصحيفة صنداي الإندونيسية المستقلة، وصفت كارول هنت استخدام عبارة "Helen Lovejoy defense" في النقاش السياسي، وكتبت أنها تعرف أيضًا باسم «متلازمة هيلين لوفجوي».وفقا لهنت، غالبا ما يتم استدعاؤه في إشارة إلى الأطفال الافتراضيين بدلا من الأطفال الحقيقيين المتأثرين بالمشكلة.
في مقال مراجعة قانون جامعة ولاية جورجيا، كتب تشارلز ج. تين برينك أستاذ القانون بجامعة ولاية ميشيغان أن عبارة هيلين لوفجوي كانت محاكاة ساخرة بارعة وفعالة. ووفقًا لـ The Canberra Times ، فإن استخدام العبارة لعام 2009 لدعم الرقابة على الإنترنت من قِبل وزارة الاتصالات في حكومة أستراليا كان يستحضر قصة هيلين لوفجوي.
في كتابه «أسطورة الشر»، كتب فيليب أ. كول أن اعتراف هيلين لفجوي يفترض أن الأطفال كانوا ضحايا محتملين نقيين محتملين يحتاجون إلى دفاع دائم عن الخطر.قام كول بمقارنة هذه الفكرة مع شخصية بارت سيمبسون، الذين يفضلون خلق الفوضى للتوافق والالتزام باللوائح. وفقًا لما ذكره كول، يمثل هذا مثالًا على الإدراك الثنائي للأطفال من قبل المجتمع: الفرائض المحتملة غير المقدرة والكيانات المحرضة لا يمكن الوثوق بها. كتب كول أنه على مر التاريخ، فإن الطفل قد مثل ماضي الإنسانية الوحشي ومستقبله المتفائل. ساهم جو جونسون بفصل بعنوان «لن يفكر أحد الأطفال؟»، إلى كتاب Mediating Moms، حيث حللت استخدام العبارة في الوسائط المتحركة (بما في ذلك The Simpsons وفقًا لجونسون، كانت هذه العبارة مثالًا رئيسيًا للصور الثقافية الشائعة للأمهات على أنها عصابية ومليئة بالقلق من القيم الأخلاقية.

## تعميم

### السينما والتلفزيون
وفقاً لكاثرين لايتي فإن الاستخدام المبكر لهذه العبارة ربما قد يكون ناشئاً عن ظهورها في فيلم والت ديزني ماري بوبينز عام 1964. في المشهد الافتتاحي تتوسل شخصية السيدة بانكس إلى مربيتها بعدم الاستقالة عن طريق توسلها إليها كي «تفكر في الأطفال!». كتبت لايتي أن الاستخدام الشائع لهذه العبارة يثير مشاعر قوية لدى أولئك الذين يعترضون على وجود مربية، مشيرةً إلى الصراع في الولايات المتحدة بين المحافظين (مشتقة من المتشددين) ورغبتهم في استخدام الجنس في الإعلان.
تم استخدامه أيضاً في فيلم آني لجون هيوستن عام 1982 الذي تحدثت عنه إليانور روزفلت بينما تغني آني «غداً» إلى فرانكلين دي روزفلت في البيت الأبيض من أجل الحصول على دعم أوليفر واركنج المضلل لسياسات الصفقة الجديدة التي يعارضها.
تم تعميم "فكر في الأطفال" إلى حد كبير عن طريق شخصية هيلين لوفجوي زوجة القس لوفجوي في البرنامج التلفزيوني ذا سيمبسونز. استخدمت لوفجوي (التي ظهرت على التلفاز لأول مرة عام 1990) [36] [37] عبارة "فكر في الأطفال" مراراً وتكراراً في عدة حلقات من المسلسل. استخدمت العبارة لأول مرة في حلقة “Much Apu About Nothing" بقلم ديفيد إكس كوهين والتي تم بثها في عام 1996 لمطالبة عمدة المدينة بمنع الدببة من عبور الواجهة البرية الحضرية. أصبحت موعظة لوفجوي مجهدة بشكل متزايد مع كل استخدام لاحق.
قال بيل أوكلي كاتب مسلسل ذا سيمبسونز في تعليق على الفيلم الذي أنتج في عام 2005 بأن الدافع وراء استخدام هذه العبارة في العرض هو التأكيد على كيفية استخدام «التفكير في الأطفال» في نقاش غير ذي صلة لدرجة أنها تحرف النقاش عن موضوعه الأصلي. استخدمت لوفجوي صيغ مختلفة من العبارة بما في ذلك «أوه هلا يفكر أحدكم في الأطفال رجاءً» و«ماذا عن الأطفال» والتي يصرخ بها غالباً عندما يكون سكان بلدة سبرينغفيلد الخيالية يتناقشون في مشكلة جدلية أو يتناقشون في السياسة والمنطق قد فشل. سخر استخدام لوفجوي الهزلي للعبارة في مسلسل ذا سيمبسون من استخدامها في الخطاب العام.

### قانون لوفجوي
بعد تعميم العبارة في مسلسل ذا سيمبسونز فقد كان غالباً ما يتم الاستهزاء باستخدامها في المجتمع. أشار الصحفي إدوارد كينان إلى «قانون لوفجوي» في صحيفة تورنتو ستار. عرّف كينان «قانون لوفجوي» على أنه غالباَ تحذير من أن العبارة هي تحويل محتمل من موقف منطقي ضعيف وكتب أن التعاطف الحقيقي تجاه الأطفال ينطوي على حجة عقلانية بدلاً من التلاعب. وصفت كارول هانت استخدام عبارة «دفاع هيلين لوفجوي» في مقال نشرته صحيفة صنداي إندبندنت الأيرلندية بعبارة في النقاش السياسي وكتبت أنها تُعرف أيضًا باسم «متلازمة هيلين لوفجوي». وفقاً لهنت، وغالباً ما يتم الاحتجاج به في إشارة إلى الأطفال الافتراضيين بدلاً من الأطفال الحقيقيين المتضررين من مشكلة.
في مقالة مراجعة القانون بجامعة ولاية جورجيا كتب تشارلز ج. تين برينك أستاذ القانون بجامعة ولاية ميشيغان أن العبارة التي كانت بمثابة توقيع هيلين لوفجوي كانت محاكاة ساخرة بارعة وفعالة. وفقا لصحيفة كانبيرا تايمز فإن استخدام العبارة في عام 2009 لدعم الرقابة على الإنترنت من قبل وزارة الاتصالات في حكومة أستراليا كان يستحضر هيلين لوفجوي.
في كتابه «أسطورة الشر» كتب فيليب أ. كول أن نداء هيلين لوفجوي افترض أن الأطفال كانوا ضحايا محتملين خالصين والذين يحتاجون إلى دفاع مستمر من الخطر. وناقض كول هذه الفكرة مع الشخصية بارت سيمبسون الذي يفضل خلق اضطراب بدلاً من التلاؤم والالتزام بالقوانين. ووفقًا لكول فإن هذا يجسد التصور المزدوج للأطفال من قبل المجتمع: الفريسة المحتملة غير المبررة والكائنات الخبيثة التي لا يمكن الوثوق بها. كتب كول أنه عبر التاريخ كان الطفل يمثل الماضي الإنساني الوحشي ومستقبله المتفائل. ساهمت جو جونسون في فصل بعنوان «ألن يفكر أحد في الأطفال؟» في كتاب توسط الأمهات الذي حللت فيه استخدام العبارة في الوسائط المتحركة (بما في ذلك عائلة سمبسون). وفقًا لجونسون فقد كانت هذه العبارة مثالًا رئيسيًا على الرسوم الثقافية الشعبية للأمهات باعتبارها عصبية ومليئة بالقلق حيال القيم الأخلاقية.